# Operation Ruthless

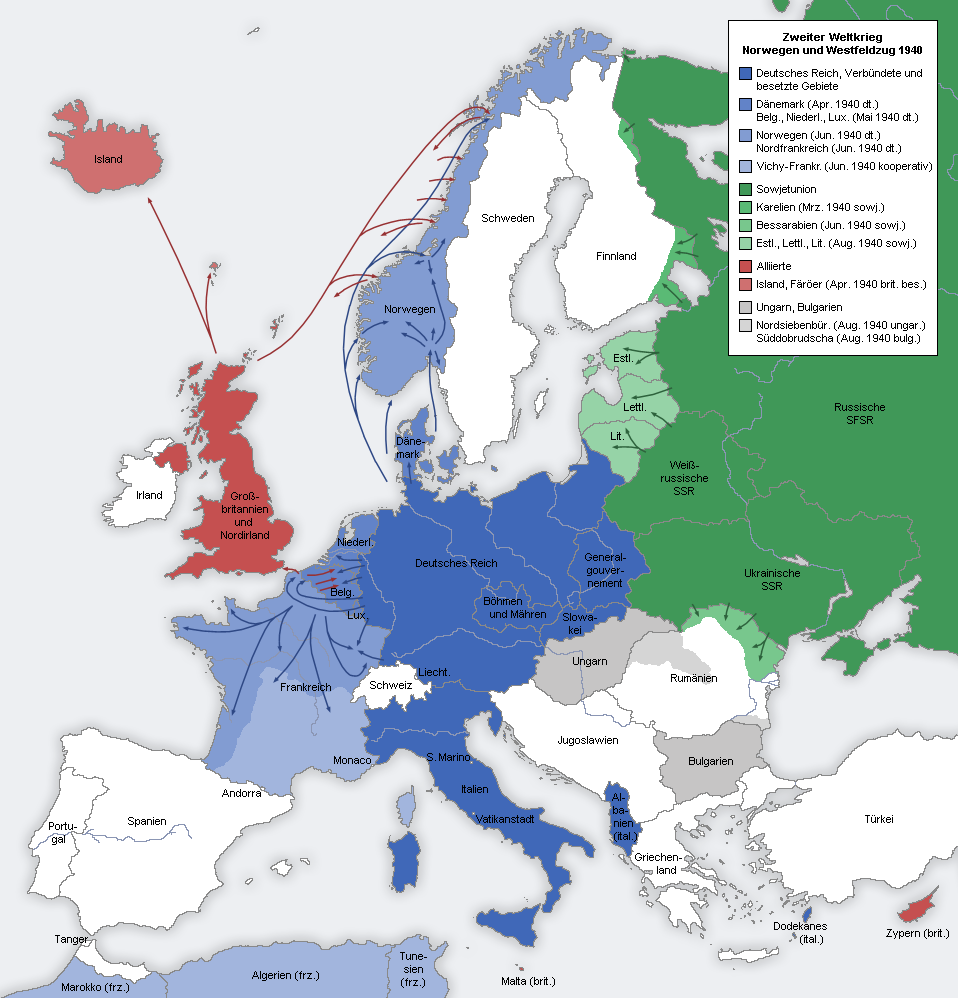
Militärisch-politische Lage 1940

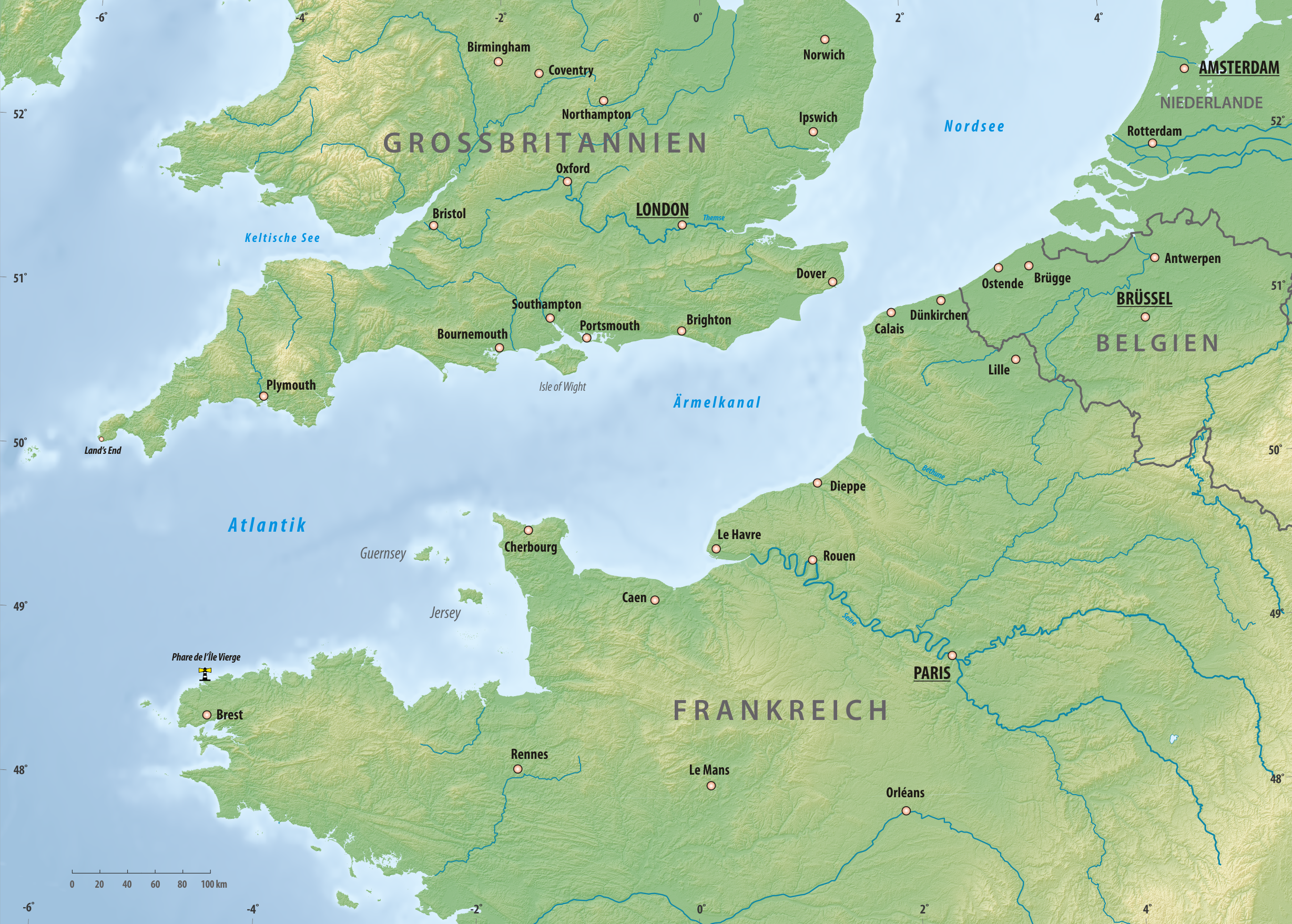
Operationsgebiet: Ärmelkanal

Operation Ruthless war eine abgebrochene Geheimdienstoperation unter der Führung von Lieutenant Commander Ian Fleming im Zweiten Weltkrieg, um Codebücher der deutschen Kriegsmarine für die deutsche Rotor-Chiffriermaschine Enigma zu erbeuten, die in Bletchley Park benötigt wurden.
Am 12. September 1940 unterrichtete Ian Fleming den Director of Naval Intelligence von seinem Plan, der vorsah, zunächst einen deutschen Bomber vom Air Ministry zu erhalten, diesen mit fünf deutschsprechenden Agenten, darunter Pilot und Funker, in Uniformen der Luftwaffe und mit Blut und Verbandsmaterial versehen zu bestücken und das Flugzeug nach einem Hilferuf kontrolliert in den Ärmelkanal abstürzen zu lassen. Es wurde erwartet, dass daraufhin ein deutsches Rettungsboot den Agenten zu Hilfe kommen würde. Die Agenten sollten die Besatzung des Rettungsbootes erschießen, die Leichen ins Meer werfen und das Rettungsboot in einen englischen Hafen bringen.
Eine Variante des Plans war es, den Bomber weiter entfernt abstürzen zu lassen, um ein größeres deutsches Schiff anzulocken. Im Falle einer Gefangennahme war der Tod der Agenten eingeplant, die sich als junge Hitzköpfe ausgeben sollten, die sich Flugzeug und Ausrüstung gestohlen hatten und bei einer Rückkehr Ärger erwarteten.

## Nachwirkungen
Am 18. September 1940 wurde die Operation abgebrochen, wie Frank Birch in einem Memorandum vom 20. September 1940 vermerkte. Dennoch gelang es anderweitig im März 1941 im Laufe der Operation Claymore, Codebücher von der Krebs vor Norwegen zu erbeuten. Codeknackern in Bletchley Park gelang schließlich der Einbruch in die Marine-Enigma.
Lieutenant Commander Fleming nutzte seine Erfahrungen beim Geheimdienst nach Ende des Zweiten Weltkriegs als Schriftsteller und erfand die Figur James Bond. Die Dokumente zu Operation Ruthless wurden 1996, lange nach Flemings Tod, der Öffentlichkeit zugänglich gemacht.